# Anders Ek
Anders Ek (født 7. april 1916 i Göteborg, død 17. november 1979 i Stockholm) var en svensk skuespiller. Han var gift med Birgit Cullberg og var far til danseren Niklas Ek (født 1943), samt tvillingerne Mats og Malin Ek.
Hans filmroller inkluderer blandt andet Pigen og hyacinten (1950), Det syvende segl (1957) og Hvisken og råb (1972). Han ligger begravet på Skogskyrkogården i Stockholm.

## Udvalgt filmografi
- Når ungdommen vågner (1943)
- Bag skyen er himmelen blå (1944)
- Pigen og djævelen (1944)
- Sorte roser (1945)
- Pigen og hyacinten (1950)
- Frie fugle (1953)
- Det syvende segl (1957)
- Jeg er nysgerrig (1967, ukrediteret)
- Hvisken og råb (1972)
- Hallo baby (1976)
- Soldat med brutet gevär (tv-serie, 1977)
- Hedebyborna (tv-serie, 1980)